# Diecezja Prosperidad
Diecezja Prosperidad (łac. Dioecesis Prosperidadensis) – diecezja rzymskokatolicka na Filipinach, sufragania metropolii Cagayan de Oro. Została erygowana 15 października 2024 przez papieża Franciszka z terenów należących do diecezji Butuan. Siedzibą diecezji jest katedra św. Michała w Prosperidad.

## Biskupi
- bp Ruben Labajo (od 2025)